# Pilo
Pilo di Messenia (in greco antico: Πὐλος?, Pýlos) era una città greca del Peloponneso. 
Più volte citata nei poemi omerici quale patria di Neleo e del figlio Nestore, rimasta per lungo tempo non identificata e riconosciuta con molta probabilità solo in alcuni scavi del 1955-1958 ad Epanò Englianos, località della Messenia occidentale, a 18 km dalla città odierna di Navarino.

## Mitologia
Pilo fu fondata da Neleo, figlio di Poseidone e Tiro (a sua volta discendente diretta di Elleno, figlio di Deucalione e Pirra e nipote di Prometeo ed Epimeteo), il quale era originario di Iolco ma dovette rifugiarsi in Messenia alla corte del re Afareo, lì fondò Pilo e ne divenne re.
Il figlio più importante di Neleo, che ereditò il trono dopo il suo asassinio, fu Nestore, un Argonauta e il più anziano greco a partecipare nella guerra di Troia insieme ad alcuni figli. Tornò sano e salvo a casa e ospitò Telemaco, figlio di Odisseo.
Non si conoscono altre tradizioni mitologiche su Pilo, se non che Codro, ultimo re di Atene, era un discendente di Neleo.

## Storia

### Origini
La regione di Pilo risulta continuamente abitata da popoli indoeuropei sin dal tardo Neolitico, come attestato dalla spiaggia di Voidokilia, chiamata anche spiaggia di Nestore, che presenta tombe risalenti al 4000 a.C.
Fu capitale della Messenia in epoca micenea, tra le città più importanti della civiltà, per poi fiorire come centro palaziale (il palazzo di Nestore è la principale evidenza che ha aiutato a localizzare la città, essendo il palazzo miceneo meglio conservato nella sua storia). Presenta la modalità di costruzione comune ai palazzi micenei quale il mégaron con focolare, il piccolo megaron associato, vani per l'immagazzinamento (nel caso di Pilo abbiamo anfore per oli profumati e vino), ampi cortili e muri affrescati. Particolarità di Pilo è la presenza di uno dei pochissimi archivi di tavolette in lineare B del regno miceneo, i primi a essere decifrati da Ventris.
La città era sicuramente ricca ed aveva contatti con Creta, come testimoniato dal ritrovamento di numerose glittiche minoiche inclusa l'agata del guerriero di Pilo, una gemma raffigurante un guerriero, ritrovata nella tomba di un probabile wanax. Tra gli altri artefatti si trovano anche armi in bronzo del periodo elladico e un pendente dorato raffigurante il dio egizio Hathor, confermando i contatti commerciali tra Grecia ed Egitto. Il potere di Pilo si estendeva su gran parte della penisola di Messenia e fino all'isola di Sfacteria.

### Abbandono e spopolamento
Pilo non era munita di mura o difese esterne, cosa alquanto peculiare che potrebbe indicare la potenza della città, per questo motivo con l'inizio del Medioevo ellenico fu devastata dai Dori che la incendiarono, come si deduce dalla cottura osservata nelle tavolette d'argilla conservate negli archivi. La città non fu ricostruita e la regione, come quella della vicina Messene, finirono sotto il controllo di Sparta, che fece emigrare maggior parte degli abitanti verso il monte Cillene.
Fu conquistata dagli Ateniesi nel 425 a.C. sotto la guida di Cleone. Dopo la fine della civiltà micenea fu un centro di poca importanza fino all'epoca romana quando il palazzo venne restaurato e la città venne ampliata.

### La nascita di Navarino
Passato un relativo periodo di stabilità sotto Roma (pur sempre come città ininfluente), cade completamente nell'oscurità in età bizantina, subendo continui attacchi dall'emirato di Creta che ne causarono lo spopolamento totale.
Bisogna aspettare la Quarta Crociata per assistere alla rinascita della città: entrata a far parte del principato d'Acaia, la regione antica di Pilo fu donata come feudo a Niccolò II di Saint-Omer, che costruirà il palazzo vecchio di Navarino, in un piccolo luogo situato poco più a Sud che fu abitato dagli Avari, e che rapidamente crebbe a cittadina e si sostituì alla ormai dimenticata Pilo, la città fu poi causa di contesa tra Venezia, Genova e la compagnia catalana, per conto della corona d'Aragona; per poi cadere nelle mani dell'impero ottomano che la utilizzò come base navale. Nel 1572 gli ottomani fondarono un nuovo castello a Navarino che fu un punto strategico durante le guerre turco-veneziane e la guerra di Candia.
La città fu presa durante la rivolta Orlov dall'impero russo che era venuto in aiuto dei ribelli greci, ma fu poi riconquistata dagli ottomani che la bruciarono. Durante la guerra d'indipendenza greca la città fu rapidamente presa dalle forze rivoluzionarie, fu però recuperata dalle forze congiunte di Mehmet Ali e Ibrāhīm Pascià, fu anche il teatro della battaglia di Navarino, dove la coalizione di Regno Unito, Russia e Francia annientarono gli Ottomani.
Navarino e le rovine di Pilo furono definitivamente liberate con la campagna di Morea, dopodiché entrarono a far parte del regno di Grecia. Nel 1829 si costituì anche una cittadina chiamata Pylia, situata nei pressi di Navarino (difatti faceva parte della città) e nella sua giurisdizione aveva anche le antiche rovine, la città vide un influsso di letterati francesi, che avevano partecipato alla campagna di liberazione ed avevano deciso di rimanere. Nel 1833 le entità dell'antica Pilo, Pylia e Navarino divennero una realtà unica, il municipio di Pilo, all'interno del comune di Pylos-Nestoras. Il municipio tutt'oggi è ancora chiamato Navarino, principalmente in lingua italiana, e il governo della Grecia ha riconosciuto entrambi i nomi.

## Descrizione
Sulla sommità di una collina sono stati scoperti resti di due palazzi del periodo miceneo contemporanei, circa, agli avvenimenti narrati da Omero, risalenti cioè al XIII secolo a.C., e simili agli edifici di Micene e Tirinto, suggerendo una corrispondenza tra le città.

Entrambi i palazzi, che possedevano la sala del trono ed erano riccamente decorati con stucchi ed affreschi, erano circondati da appartamenti, uffici e magazzini in cui sono state rinvenute più di mille tavolette di argilla con iscrizioni di carattere amministrativo redatte nella scrittura lineare B. L'intero complesso architettonico fu distrutto da un incendio alla fine del XIII secolo, forse a causa delle invasioni che interessarono l'intera Grecia nel 1200 a.C.

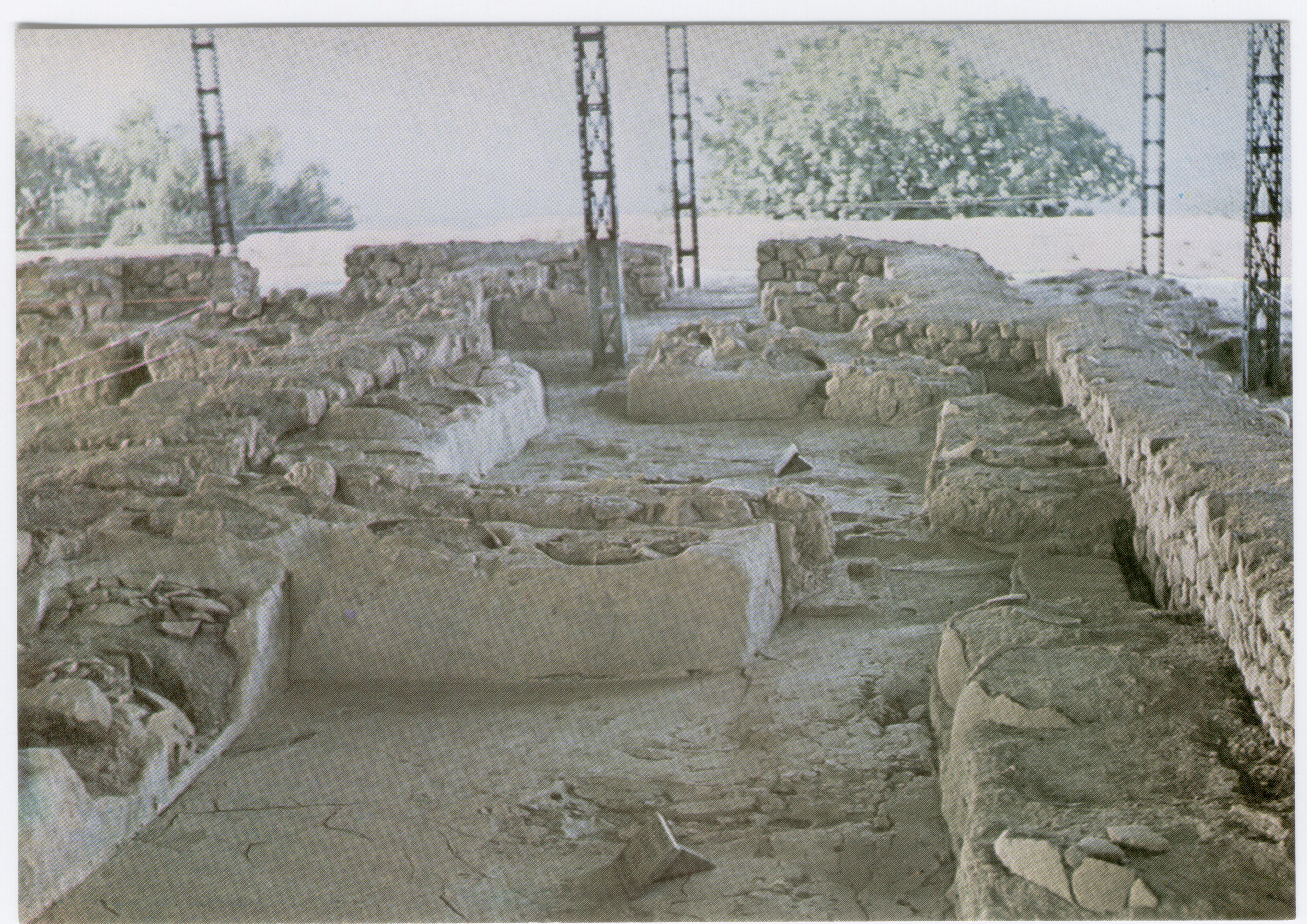
Palazzo di Nestore - Magazzini per l'olio

Alla prima impressione il palazzo non sembra così imponente come quelli di Micene o di Tirinto, perché non è protetto da mura ciclopiche; l'intero complesso (5600 m²) non ha infatti opere murarie di difesa. L'ubicazione del palazzo di Nestore era già controversa nell'antichità: ne parlano Omero, Strabone e Pausania e lo pongono in località diverse. Pilo, Tirinto, Micene e Sparta, le quattro città più importanti del Peloponneso all'epoca micenea parteciparono alla guerra di Troia; Pilo era guidata dal vecchio e saggio re Nestore che insieme ad Agamennone chiamarono tutti i re greci per la conquista della rocca di Troia. Nestore inviò a Troia circa 90 navi e secondo Omero Nestore fu tra i pochi a tornare in patria sano e salvo. 

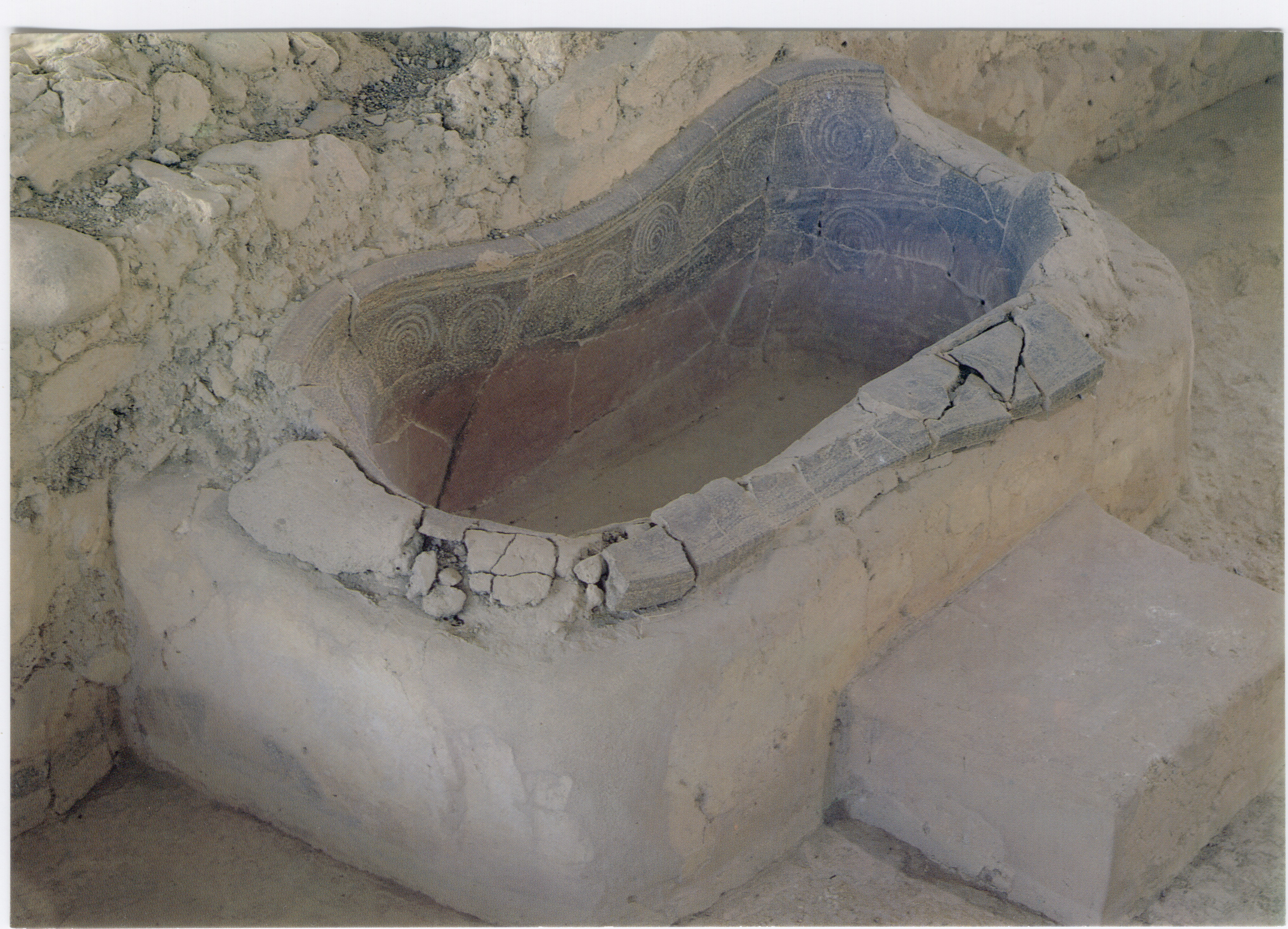
Palazzo di Nestore - Bagno della Regina

Alcune parti del palazzo verso sud-ovest sono visitabili; vi si trova un vestibolo che dà accesso ad una grande sala. Il nucleo principale è quello centrale, dove una serie di tre atrii monumentali porta al mégaron, la sala del trono si allineano ambienti destinati a magazzini, dispense, abitazioni e, nella parte anteriore, il famoso archivio composto di mille tavolette scritto in lineare B. 
La parte del palazzo verso nord-est appare costituita dai resti di un'officina per riparazioni e di un'armeria.
Il settore di sud-est costituisce l'appartamento della regina, con un megaron riccamente decorato e comprende anche una stanza da bagno.
Il pavimento di stucco era composto da motivi decorativi, quali un polpo di fronte al trono nella sala omonima.

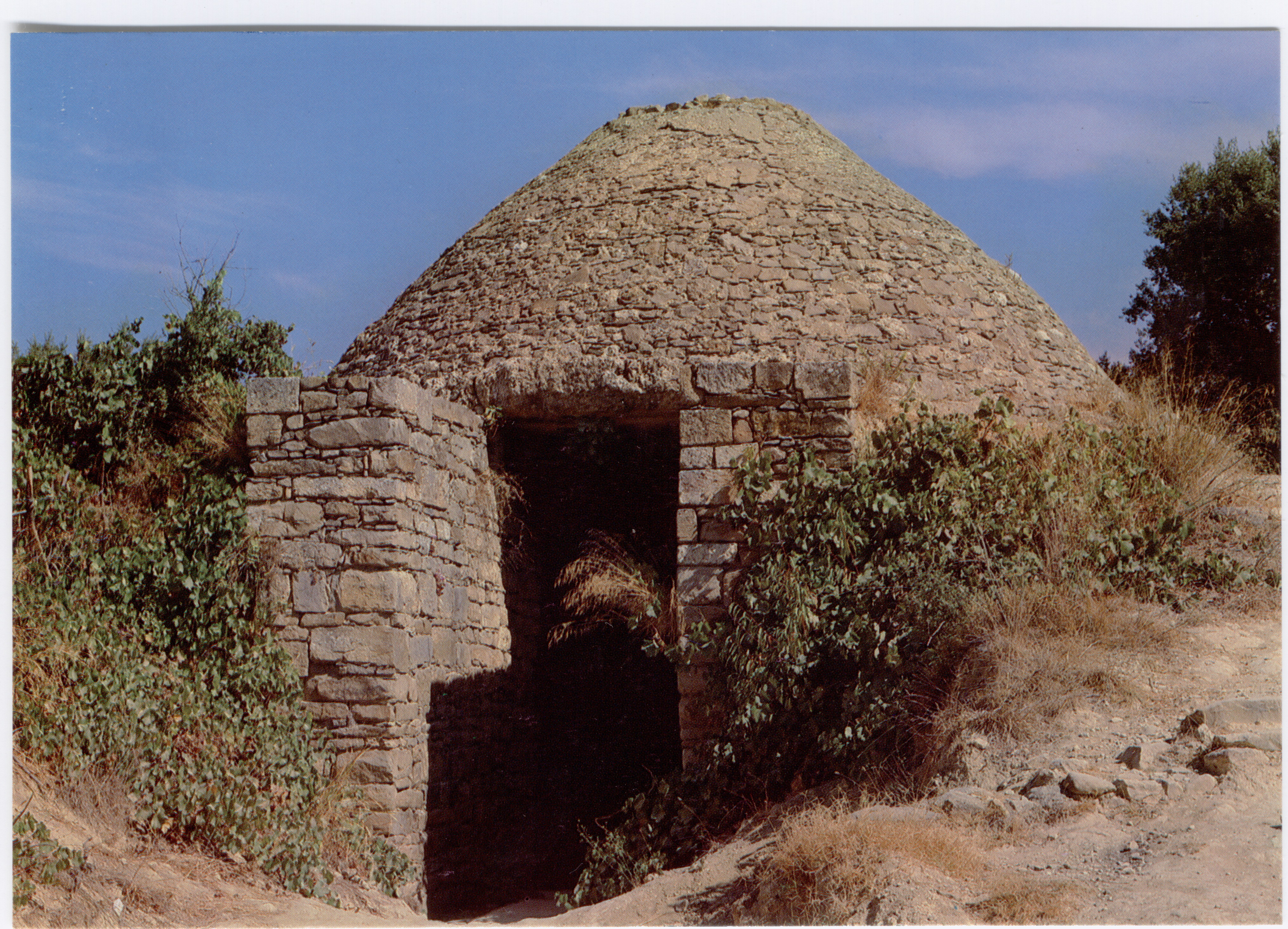
Tomba a tholos

Nel magazzino del vino sono state rinvenute giare e cretule.
Nella zona sono state portate alla luce numerose tombe a tholos, tra cui la Grave Circle situata a 150 metri a sud dal palazzo.

## Gli scavi
Nel 1939, Carl Blegen, professore all’università di Cincinnati, avviò insieme allo studioso greco dott. Kourouniotis una serie di scavi presso la località messenica di Epano Englianos con lo scopo di rinvenire l’antica Pilo, la cui ubicazione era motivo di dibattito fin dall'antichità. Il primo giorno di scavo Blegen, aiutato da un solo studente, rinvenne i primi reperti, e per la fine della prima stagione di lavoro vennero riportate alla luce seicento tavolette d’argilla recanti scritte in Lineare B, insieme ad altri resti archeologici. Tuttavia, con lo scoppio della Seconda guerra mondiale gli scavi vennero interrotti, per essere ripresi solo nel 1952. Nelle nuove campagne di scavo partecipò anche Spyridōn Marinatos, che vi lavorò fino al 1965. Blegen, invece, si ritirò nel 1964.
Sono stati portati alla luce due palazzi che cronologicamente coincidono con le tradizioni leggendarie legate all'affermazione prima di Neleo e successivamente del figlio Nestore. 
Sono stati ritrovati resti antichissimi, anteriori al 1300 a.C., un palazzo databile al 1280 a.C. ed un successivo palazzo databile al 1250 a.C., distrutto nel 1200 a.C.-1190 a.C.

## Curiosità
La caverna delle stalattiti situata presso l'acropoli è stata identificata con la grotta in cui, secondo una leggenda, Ermes nascose i buoi rubati ad Apollo.